# Walker Racing
Walker Racing är ett amerikanskt racerteam grundat 1991 av Derrick Walker.

## Historia
Stallets förste förare var Scott Goodyear, som nästan vann Indianapolis 500 med teamet under deras andra försök år 1992. Goodyear körde för teamet under tre säsonger. Goodyears bästa placering i mästerskapet kom med Walker 1992, med en femteplats, efter att ha vunnit teamets första seger i Michigan 500. 1994 blev Robby Gordon stallets nye förare, och han blev femma i mästerskapet under den säsongen, vilket han upprepade även 1995. Teamets resultat försvagades under 1996, och Gordon tvingades lämna stallet. Teamet tog in nykomlingen Gil de Ferran istället, vilket gav stallet sina allra främsta resultat. De Ferran slutade på andra plats i mästerskapet 1997, men klarade inte av att prestera samma resultat under de två kommande åren.
De Ferran lämnade teamet för Marlboro Team Penske efter 1999 års säsong, och man blev tvungen att ha betalföraren Shinji Nakano för säsongen 2000. Framgångarna under de följande åren begränsades till Sarah Fishers rubrikskapande resultat med teamet i IndyCar Series. Efter ett par dåliga säsonger med Nakanos forne F1-kollega och landsman Toranosuke Takagi som förare, anställde stallet Darren Manning för säsongen 2003, vilket betalade sig med en nionde plats totalt. Efter säsongen flyttade Manning till IndyCar med Chip Ganassi Racing, vilket lämnade stallet utan stjärnförare, och med en dålig ekonomi under den följande säsongen.
Den australiske affärsmannen Craig Gore räddade teamet, när han köpte in sig och skapade Team Australia, med Aussie Vineyards som huvudsponsor. De nya pengarna gjorde att stallet kunde anställa Alex Tagliani som förare, tillsammans med australiern Marcus Marshall. Marshalls resultat var inte tillräckliga för att få förnyat förtroende, och till 2006 anställdes Will Power för att köra tillsammans med Tagliani. Ingen av dessa vann någon tävling under 2006, men Power tog ändå en sjätteplats i mästerskapet, vilket var stallets bästa resultat sedan de Ferrans andraplats 1997. Tagliani lämnade stallet efter säsongen, och ersattes av mästaren i Champ Car Atlantic; Simon Pagenaud. Under 2007 gjorde Power succé, och tog två segrar, vilka var de första sedan 1999, och han förbättrade sig till en fjärdeplats i mästerskapet, medan Pagenaud blev åtta. Efter säsongen hoppade Gore av teamet, och började istället arbeta med KV Racing Technology, och tog med sig Power och huvudsponsorn. När Champ Car blev uppköpt av IndyCar hade inte Walker finanser för att klara av flytten, och istället lades teamet i stort ned, även om man ställde upp med en bil i Indy Lights 2009 med Stefan Wilson som förare.